# Édesanyám, kedves anyám
Az Édesanyám, kedves anyám vagy Édesanyám, édesanyám kezdetű népies dal zenéjét Szarvas Lajos, szövegét Baligovics Teruska írta. Ifj. Bokor József Télen című népszínművében mutatták be 1895. március 1-jén a Népszínházban. A dal  1940 körül volt népszerű.

## Kotta és dallam
1) 
  2)
| Édesanyám, kedves anyám csak az a kérésem, magyar ruhát, magyar ruhát csináltasson nékem, Magyar ruhát, sej, haj, ezüst gombot rája, ez illik, illik, illik, ez illik, illik, illik a magyar huszárnak. | Édesanyám, kedves anyám, csak az a kérésem, selyem szoknyát, selyem szoknyát csináltasson nékem! Selyem szoknyát, sej, haj, szép pántlikát rája, ez illik, illik, illik, ez illik, illik, illik a magyar kislánynak. |

## Feldolgozásai
A Németországban a dallamra Heute geht es an Bord (röviden: Heute an Bord) címmel írt szöveget Paul Vollrath 1903-ban és a dal a Császári Haditengerészet egyik népszerű tengerészdala lett. A dallam egy német jezsuita pap közvetítésével Japánba is eljutott.
Madarász Katalin nótaénekesnő további verszakot írt a dalhoz:

"Édesanyám, kedves anyám, csak az a kérésem,
magyarnótát, magyarnótát énekeljen nékem.
Magyarnótát sej haj, ettől forr a vérünk
Ettől marad magyarnak, ettől marad magyarnak egész nemzedékünk."

## Felvételek
- Édesanyám, kedves anyám. Fényes György  YouTube (2013. február 8.)  (Hozzáférés: 2016. július 19.) (videó) cigányzene
- Édesanyám, kedves anyám, csak egy a kérésem. Royal Team zenekar  YouTube (2015. március 3.)  (videó) 2:52-ig. lakodalmas